# Kurosaki Ichigo

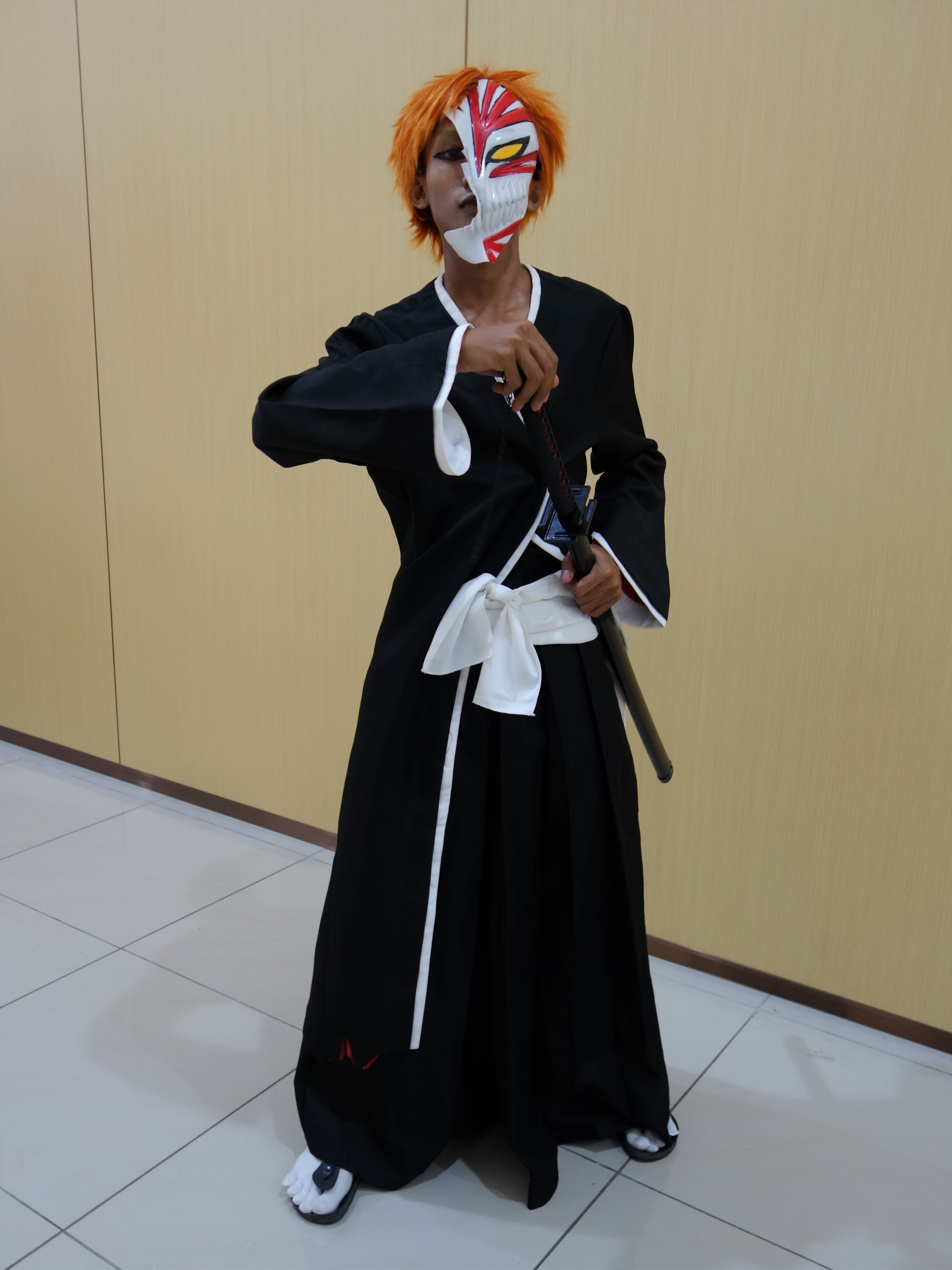
Cosplay Ichigo Kurosaki

Kurosaki Ichigo är en fiktiv huvudperson i mangaserien Bleach.
Kuchiki Rukia är en shinigami (dödsgud) som kommer från Soul Society "himlen" med speciella krafter. De förs över till Ichigo via en hemsk händelse och Ichigo tar över hennes jobb, som är att skydda folk från de onda "Hollows". Men "Hollows" är inte de enda fienderna. Rukia blir senare kidnappad av sin bror Byakuya Kuchiki och dömd till döden för att ha gett Ichigo krafterna. Ichigo beslutar därför att resa till Soul Society tillsammans med sina vänner för att rädda henne. Där måste han tampas med Soul Societys väktare, "The Gotei 13 protection squad" som består av 13 stora grupper som ska skydda Soul Society mot inkräktare och Hollows och de tänker inte låta honom frita Rukia. Vid sin vistelse i Soul Society blir han starkare och lär sig till slut att bruka Bankai. När Ichigo använder Bankai blir han extremt snabb och stark. Senare i serien när han kan kombinera bankai med sin hollow-mask blir han en av de starkaste. Hans zanpakutō heter Zangetsu och i Bankai heter den Tenza Zangetsu. Zanpakutō är en själaskärare, dödsgudarnas vapen i form av en katana, i Ichigos fall ett jättesvärd lika långt som han själv, i formen Shikai, vilket är Shinigamis andra stadium (deras vapen har tre). Det blir mer problem när det visar sig att tre captains har förrått Soul Society för att alliera sig med "Hollows". Kurosaki Ichigos pappa är även han en shinigami, dock "pensionerad" sedan nästan 20 år tillbaka, men återkommer senare som Shinigami. Även hans yngre syster kan se hollows. Kurosakis mamma är död, hon dog när en hollow dödade henne när Kurosaki var väldigt ung. Denna hollow möter Ichigo senare i serien. En av hans vänner Orihime blir kidnappad av den onda före detta kaptenen Aizen och Ichigo måste rädda henne. Han möter då de fruktade Espada (De 10 Svärden) som består av hollows med ovanligt starka krafter, eftersom de har sina egna Zanpakutō som har sin egen resurrection "återuppståndelse" lika stark som en Bankai.